# Abre los ojos
Abre los ojos (Engelse titel: Open Your Eyes; 'Open je ogen') is een Spaanse mystery-dramafilm uit 1997 onder regie van Alejandro Amenábar. Hij schreef het verhaal zelf, samen met Mateo Gil. De plot en de thema's van het bovennatuurlijke in de film vertonen overeenkomsten met de roman Ubik van Philip K. Dick.
Abre los ojos werd genomineerd voor tien Goya's en won onder meer de grote prijs van het Internationaal filmfestival van Tokio. In 2001 bracht regisseur Cameron Crowe een Amerikaanse remake van Abre los ojos uit onder de titel Vanilla Sky ('Hemel van vanille'). De remake speelt zich af in New York in plaats van Madrid, maar volgt verder vrij nauwkeurig de originele verhaallijn, hoewel de sfeer in het origineel naargeestiger is.

## Verhaal
César (Eduardo Noriega) is een vermogende en knappe jongeman uit Madrid. Zijn succes bij de vrouwen zorgt voor frustratie bij zijn jaloerse scharrel Nuria (Najwa Nimri), die een auto met César en zichzelf erin te pletter rijdt. Césars gezicht raakt hierbij ernstig verminkt, waardoor zijn leven een drastische wending ondergaat en opeens een stuk minder rooskleurig en simpel verloopt als voorheen.
Andere personages zijn Sofía (Penélope Cruz), op wie César verliefd raakt, Pelayo (Fele Martinez), zijn beste vriend en Antonio (Chete Lera), de psychiater die hem behandelt tijdens zijn opname in een psychiatrische inrichting.

## Rolverdeling
| Acteur          | Personage |
| --------------- | --------- |
| Eduardo Noriega | César     |
| Penélope Cruz   | Sofía     |
| Najwa Nimri     | Nuria     |
| Fele Martínez   | Pelayo    |
| Chete Lera      | Antonio   |
| Gérard Barray   | Duvernois |

## Ontvangst

### Recensies
Op Rotten Tomatoes geeft 85% van de 46 recensenten de film een positieve recensie, met een gemiddelde score van 7,39/10.

### Prijzen en nominaties
Een selectie:
| Jaar | Evenement                      | Categorie                | Genomineerde                                          | Resultaat   |
| ---- | ------------------------------ | ------------------------ | ----------------------------------------------------- | ----------- |
| 1999 | Premios Goya (13de uitreiking) | Beste film               | Abre los ojos                                         | Genomineerd |
| 1999 | Premios Goya (13de uitreiking) | Beste regisseur          | Alejandro Amenábar                                    | Genomineerd |
| 1999 | Premios Goya (13de uitreiking) | Beste acteur             | Eduardo Noriega                                       | Genomineerd |
| 1999 | Premios Goya (13de uitreiking) | Beste origineel scenario | Alejandro Amenábar, Mateo Gil                         | Genomineerd |
| 1999 | Premios Goya (13de uitreiking) | Beste montage            | María Elena Sáinz de Rozas                            | Genomineerd |
| 1999 | Premios Goya (13de uitreiking) | Beste artdirector        | Wolfgang Burmann                                      | Genomineerd |
| 1999 | Premios Goya (13de uitreiking) | Beste productiemanager   | Emiliano Otegui                                       | Genomineerd |
| 1999 | Premios Goya (13de uitreiking) | Beste geluid             | Daniel Goldstein, Ricardo Steinberg, Patrick Ghislain | Genomineerd |
| 1999 | Premios Goya (13de uitreiking) | Beste speciale effecten  | Reyes Abades, Alberto Esteban, Aurelio Sánchez        | Genomineerd |
| 1999 | Premios Goya (13de uitreiking) | Beste grime en haarstijl | Paca Almenara, Colin Arthur, Silvie Imbert            | Genomineerd |